# Sievert
O sievert (Sv) é a unidade usada para dar uma avaliação do impacto da radiação ionizante sobre os seres humanos. É a unidade do Sistema Internacional de Unidades da dose equivalente e dose eficaz, e que leva em conta os efeitos biológicos em tecidos vivos, produzidos pela radiação absorvida. Dessa forma, a dose equivalente é obtida através da dose absorvida multiplicada por dois fatores ponderantes apropriados adimensionais. O efeito da radiação ionizante depende principalmente da energia fisicamente recebida por cada unidade de massa, portanto, o sievert tem a mesma unidade que o gray, unidade de dose absorvida, o joule por quilograma (J/kg). No entanto, o efeito específico dessa energia é refletida por dois coeficientes, um refletindo a eficácia biológica de diferentes tipos de radiações e o outro o impacto biológico sobre um determinado órgão. 
O sievert é de fundamental importância na dosimetria e proteção radiológica, e o nome da unidade é uma homenagem a Rolf Maximilian Sievert, um físico e médico sueco conhecido pela obra na medição e pesquisas sobre os efeitos biológicos da radiação. Um sievert carrega com ele uma chance de 5,5% de eventualmente desenvolver câncer. Doses superiores a 1 sievert adquiridas ao longo de um curto período de tempo são susceptíveis de causar envenenamento por radiação, possivelmente levando à morte em poucas semanas.

## História e definição
A radiação ionizante deposita energia no material irradiado e a quantidade utilizada para expressar esta grandeza é a dose absorvida, uma grandeza física que é independente do tipo de radiação e do tipo de tecido. Para permitir a análise do risco radiológico, as quantidades de dose equivalente e de dose efetiva foram elaboradas pela Comissão Internacional de Unidades e Medidas de Radiação (ICRU) e pelo ICRP para calcular o efeito biológico da dose absorvida. 
A existência de uma definição para dose absorvida e sua unidade, o gray, auxiliou em muito os procedimentos envolvendo radiações ionizantes. Em 1962, então, foi introduzida uma grandeza física especial para fins de proteção radiológica: a dose equivalente e sua unidade, o rem. Essa grandeza é calculada multiplicando-se a dose absorvida por um fator de qualidade (Q), que altera a dose absorvida para que ela represente, também, os efeitos biológicos produzidos. O fator de qualidade permite relacionar a exposição aos danos no organismo, para diferentes partes do corpo, e tornar aditivos os efeitos provenientes das radiações de diferentes naturezas. Com o uso do fator de qualidade, as exposições radioativas podem ser transformadas em doses equivalentes, introduzindo padrões e limites de proteção radiológica.. Todos os outros fatores que influenciam no efeito da radiação sobre o ser humano são englobados em um outro fator de peso (N), que acrescenta fatores como: a geometria da radiação, fator de distribuição do radioisótopo no interior do corpo no caso de contaminação interna, etc. 
A dose absorvida, então, depois de combinada a esses fatores recebe o nome de dose equivalente e é uma medida do efeito biológico produzido por diferentes tipos de radiação. A dose equivalente (H) é, então, o produto da dose absorvida (D), o fator de qualidade (Q) e todos os outros fatores modificadores (N):
{\displaystyle H=D\cdot Q\cdot N}
Na década de 1970, a Comissão Internacional de Unidades e Medidas Radioativas (ICRU) propôs a substituição da unidade antiga, o rem, por uma nova unidade, o sievert (Sv). O sievert foi adotado, então, em 1979 pelo Comitê Internacional de Pesos e Medidas (CIPM), cinco anos após a adoção do gray. A unidade em questão é 100 vezes maior que a unidade anterior, ou seja: 1 Sv = 100 rem. E, devido aos fatores Q e N serem "adimensionais", o sievert possui definição de joule por quilograma, a mesma do gray. 
{\displaystyle 1\ Sv=100\ rem=1\ {\frac {J}{kg}}}
Com o tempo, o fator N caiu em desuso e uma nova definição para a dose equivalente surgiu. Substituiu-se, então, os fatores N e Q por um fator WT, que representa a eficácia biológica de cada radiação. A dose equivalente HT, dessa forma, é calculada utilizando a dose absorvida que é depositada no tecido do corpo ou no órgão T, multiplicada pelo fator de ponderação da radiação WT que depende do tipo e da energia da radiação R.
{\displaystyle H_{T}=\sum _{R}W_{R}\cdot D_{T,R}\ }
- HT é a dose equivalente absorvida pelo tecido T;
- DT,R é a dose absorvida no tecido T pela radiação R;
- WR é o fator de peso da radiação definido pela ICRP.

Para se obter a dose eficaz, deve-se utilizar a dose absorvida DT corrigida primeiramente utilizando-se o fator WR para encontrar a quantidade de dose equivalente HT recebidos em diferentes tecidos do corpo. O resultado, então é acrescido de um fator WT, que representa uma correção para diferentes tecidos ou órgãos e, por fim, obtém-se a quantidade de dose eficaz E.
{\displaystyle E=\sum _{T}W_{T}\cdot H_{T}=\sum _{T}W_{T}\sum _{R}W_{R}\cdot {\bar {D}}_{T,R}}

## Dose equivalente
Os valores de dose equivalente dependem diretamente do tipo de radiação incidente, e do efeito dessa radiação sobre o corpo humano. Para simplificar, a Comissão Internacional de Proteção Radiológica emitiu recomendações (publicações nº 60, em 1991, e nº 103, em 2007) para o cálculo de um fator de qualidade ou fator de ponderação da radiação, estimando a eficácia de cada tipo de radiação.
| Radiação                                                                 | Energia          | Fator de qualidade Q (CIPR 60) | Fator de ponderação {\displaystyle w_{\mathrm {R} }} (CIPR 103) |
| ------------------------------------------------------------------------ | ---------------- | ------------------------------ | --------------------------------------------------------------- |
| Fótons, raios-X ou raios {\displaystyle \gamma }                         | Todas            | 1                              | 1                                                               |
| Elétrons, partículas {\displaystyle \beta }                              | Todas            | 1                              | 1                                                               |
| Prótons                                                                  | Todas            | 5                              | 2                                                               |
| Nêutrons                                                                 | < 10 keV         | 5                              | Calculado, 2,5-3                                                |
| Nêutrons                                                                 | 10 keV a 100 keV | 10                             | Calculado, 3-10                                                 |
| Nêutrons                                                                 | 100 keV a 2 MeV  | 20                             | Calculado, 10-17,5                                              |
| Nêutrons                                                                 | 2 Mev a 20 Mev   | 10                             | Calculado, 17,5-7                                               |
| Nêutrons                                                                 | > 20 MeV         | 5                              | Calculado, 7-2,5                                                |
| Partículas {\displaystyle \alpha }, fragmentos de fissão ou íons pesados | Todas            | 20                             | 20                                                              |

## Proteção radiológica
A Comissão Nacional de Energia Nuclear (CNEN) é quem regulamenta as atividades envolvendo materiais radioativos no Brasil. Ela tem as seguintes finalidades institucionais:
I - colaborar na formulação da Política Nacional de Energia Nuclear;
II - executar ações de pesquisa, desenvolvimento, promoção e prestação de serviços na área de tecnologia nuclear e suas aplicações para fins pacíficos conforme disposto na Lei nº 7.781, de 27 de junho de 1989; e
III - regular, licenciar, autorizar, controlar e fiscalizar essa utilização.
A área de Radioproteção e Segurança Nuclear da CNEN visa a segurança dos trabalhadores que lidam com radiações ionizantes, da população em geral e do ambiente. Com esse objetivo, atua no licenciamento de instalações nucleares e radioativas; na fiscalização de atividades relacionadas à extração e à manipulação de matérias-primas e minerais de interesse para a área nuclear; no estabelecimento de normas e regulamentos; na fiscalização das condições de proteção radiológica de trabalhadores nas instalações nucleares e radiativas; no atendimento a solicitações de auxílio, denúncias e emergências envolvendo fontes de radiações ionizantes; no desenvolvimento de estudos e na prestação de serviços em metrologia das radiações ionizantes. O controle do material nuclear existente no país é de responsabilidade da CNEN, a fim de garantir seu uso somente para fins pacíficos, sendo que o transporte, o tratamento e o armazenamento de rejeitos radioativos são regulamentados por normas técnicas e procedimentos de controle.
A CNEN estabelece certos níveis que são considerados limite em questão de quantidade de dose radioativa para diversos setores, os valores estão listados abaixo e estão em limites de dose anuais:
| Grandeza         | Órgão         | Indivíduo ocupacionalmente exposto | Indivíduo do público |
| ---------------- | ------------- | ---------------------------------- | -------------------- |
| Dose efetiva     | Corpo inteiro | 20 mSv                             | 1 mSv                |
| Dose equivalente | Cristalino    | 20 mSv                             | 15 mSv               |
| Dose equivalente | Pele          | 500 mSv                            | 50 mSv               |
| Dose equivalente | Mãos e pés    | 500 mSv                            | ---                  |